# Celastrinites elegans
Espèce
Celastrinites elegans est une espèce fossile de plantes dicotylédones de la famille des Celastraceae (Célastracées).

## Systématique
L'espèce Celastrinites elegans est décrite par Lesquereux en 1883,. Cette espèce vivait à l’Éocène et a été trouvée dans la formation de Florissant dans le Colorado, aux États-Unis.

## Publication originale
- (en) Charles Léo Lesquereux, Cret. and Tert. Fl., p. 185 and pl. XXXI, fig. 9-10 (chapitre: Flora of the Green River Group, vol. 8, coll. « Rept. U. S. Geol. Surv. Terr. », 1883